# Nicola Roxon

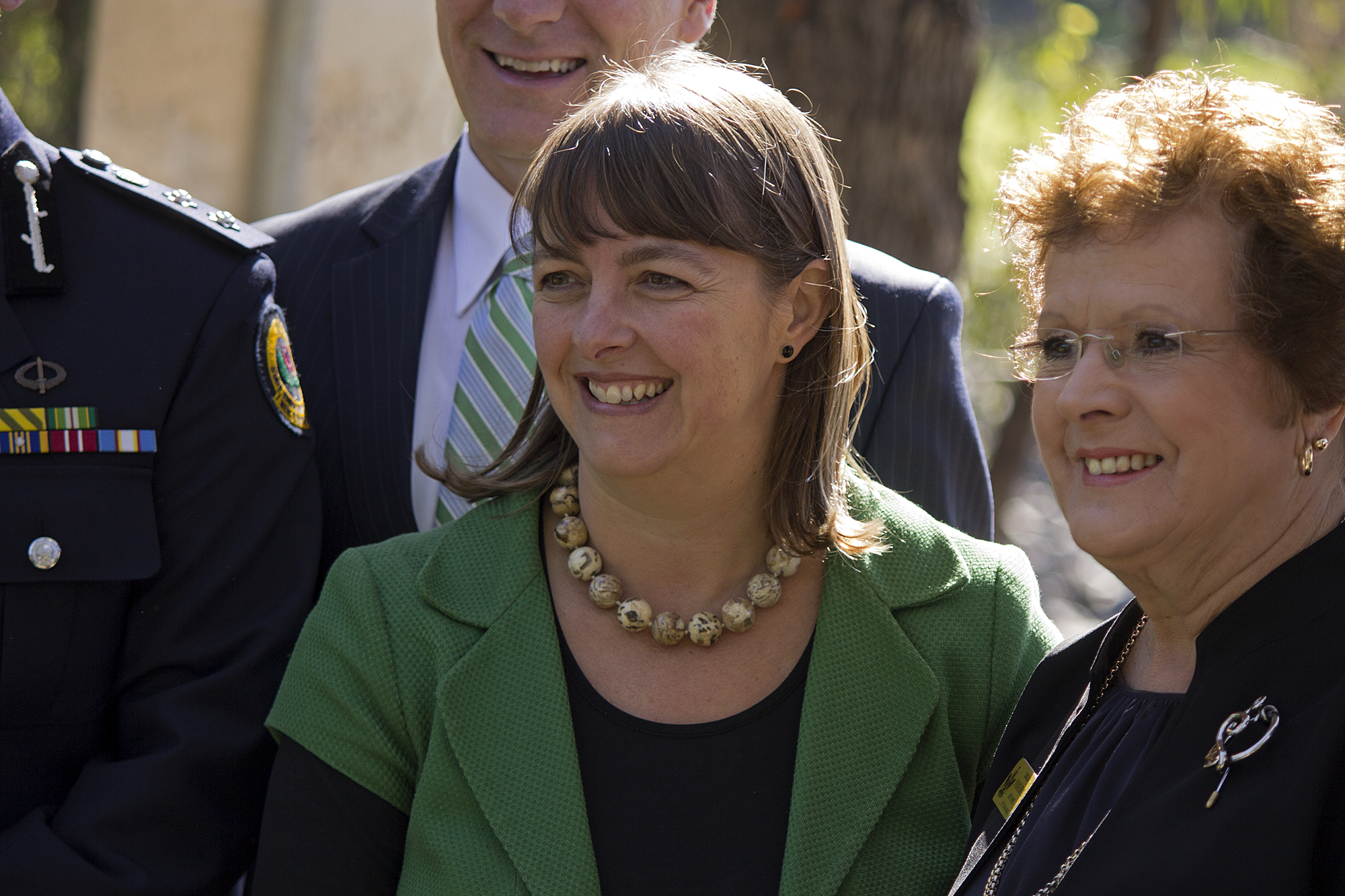
Nicola Roxon

Nicola Roxon (* 1. April 1967 in Sydney) ist eine australische Politikerin der Australian Labor Party.

## Leben
Nach ihrer Schulzeit studierte Roxon Rechtswissenschaften an der University of Melbourne und war danach als Rechtsanwältin tätig Seit 1998 ist Roxon Abgeordnete im Australischen Repräsentantenhaus für den Wahlbezirk Gellibrand, Melbourne. Roxon war von 2007 bis zu ihrem Rücktritt 2011 Ministerin für Gesundheit in Australien, Tanya Plibersek folgte ihr in diesem Amt nach.
Roxon ist Atheistin.